# Symfonie nr. 4 (Enescu)
George Enescu werkte van 1928 tot en met 1939 aan zijn Symfonie nr. 4 in e-mineur.
Het zou na vier jeugdsymfonieën (1895-1898), een Symfonie nr. 1 (1905), nr. 2 (1915) en nr. 3 (1916-1921) zijn in totaal achtste werk binnen het genre worden. Hij begon ook nog aan een Symfonie nr. 5. Alhoewel hij nog jaren te leven had, heeft Enescu symfonie nr. 4 nooit voltooid. Alle muziek is daarbij wel in schets opgemaakt en voorzien van alle muzikale tekens voor dynamiek etc., maar de orkestratie is onvolledig gebleven. Enescu kwam alleen aan de orkestinvulling van deel 1, maar maakte daar twee versies van. Van deel 2 is slechts een gedeelte georkestreerd. De ontbrekende orkestratie werd aangevuld door Pascal Bentoiu, componist en muzikaal biograaf van Enescu (The masterworks of George Enescu, 1996). Uiteindelijk kon het werk op 2 oktober 1997 in première gaan in Boekarest door het plaatselijk symfonieorkest (Filarmonica „George Enescu” din București) onder leiding van Christian Mandeal.
De symfonie laat een mengeling horen van toonladdersystemen, gebruikelijk in de Roemeense volksmuziek en kerkmuziek, dat wil zeggen Byzantijns en niet gregoriaans. De opzet is driedelig (snel-langzaam-snel):
- allegro appassionato
- Un poco andante, marziale
- Allegro vivace – non troppo

Deel 1 is geschreven in een vrije sonatevorm met een aantal motieven, die door de hele symfonie terugkomen.